# Prozis

## Prozis
Prozis è un'azienda portoghese di e-commerce fondata nel 2007 da Miguel Milhão, con sede a Maia (Portogallo). Fa parte del gruppo Prozis ed è specializzata nella produzione e distribuzione di integratori sportivi, abbigliamento fitness e prodotti per il benessere. L'azienda serve una clientela internazionale attraverso la propria piattaforma e-commerce multilingue e, oltre alla vendita diretta, distribuisce i propri prodotti tramite partnership con catene di supermercati e negozi specializzati.

### Storia
Prozis nasce come piattaforma online dedicata alla rivendita di prodotti di nutrizione sportiva di marchi terzi già affermati nel mercato portoghese. In breve tempo l’azienda inizia a sviluppare e commercializzare prodotti a marchio proprio, fino a concentrarsi esclusivamente su questi. Negli anni successivi amplia il catalogo includendo integratori, abbigliamento tecnico, alimenti funzionali e articoli tecnologici.
Per supportare la crescita, l’azienda investe in stabilimenti di produzione e in processi di controllo qualità. Entro il 2015 conta circa 230 dipendenti e un fatturato superiore a 45 milioni di euro. Nel 2022 il giro d’affari dichiarato è di circa 345,5 milioni di dollari.
La società ha sviluppato infrastrutture logistiche autonome, comprendenti magazzini in Portogallo, Germania, Italia e Stati Uniti, oltre a una flotta di consegna dedicata. Nel 2024 ha annunciato un investimento da 20 milioni di dollari per la costruzione di uno stabilimento di cereali e snack in South Carolina (USA), con l’obiettivo di rafforzare la propria presenza nel mercato nordamericano.
Nel 2025 l’azienda impiega circa 1.500 persone ed è impegnata nella costruzione di un nuovo stabilimento a Famalicão, in Portogallo.

### Sponsorizzazioni e partnership
Prozis ha stretto numerose partnership sportive, in particolare con club calcistici e organizzazioni di eSports.
Calcio:
- Portogallo: Benfica, Braga[8], Famalicão, Porto[9], Rio Ave[10], Sporting CP[11]
- Italia: Inter[12], Roma[13]
- Francia: Monaco[14]
- Spagna: Sevilla, Valencia[15]

eSports: collaborazioni con squadre europee, tra cui team di CS:GO.
Oltre alle sponsorizzazioni sportive, Prozis collabora con personalità del mondo digitale e dello spettacolo, tra cui attori, YouTuber e influencer.

### Premi e riconoscimenti
- Escolha do Consumidor 2016 (Scelta del Consumatore) nella categoria integratori sportivi, in Portogallo.
- Prémio Exportadora Revelação (Premio Esportatrice Rivelazione) per il successo nelle esportazioni e nell’internazionalizzazione, promosso da Novo Banco e Jornal de Negócios (2016).[18]